# Leiella unicincta
Leiella unicincta är en tvåvingeart som beskrevs av Edwards 1933. Leiella unicincta ingår i släktet Leiella och familjen svampmyggor. Inga underarter finns listade i Catalogue of Life.